# Emmanuel Collard
Emmanuel Collard (Arpajon, 3 de Abril de 1971) é um automobilista francês.